# Ейст Турсеах
Ейст Турсеах (пол. Eist Tuirseach) — персонаж літературного циклу «Відьмак» польського письменника Анджея Сапковського, король Цинтри, другий чоловік Каланте.

## Біографія
У Сапковського Ейст Турсеах — брат короля Брана з Скелліге і дядько ярла Краха ан Крайта. Він одружився з вдовою королеви Цинтри Каланте, з якою перебував у близьких стосунках ще за життя її першого чоловіка, і став таким чином вітчимом Паветти. Цей шлюб тривав 14 років. Ейст Турсеах загинув у битві з нільфгаардцями при Марнадалі.

## У серіалах
В американсько-польському серіалі «Відьмак», перший сезон якого вийшов на екрани в грудні 2019 року, Ейста зіграв Бйорн Глюнур Гаральдссон. Цей персонаж гине в бою з нільфгаардцями в першому епізоді, «Початок кінця», але знову з'являється в четвертому, «Бенкети, виродки і похорон», і сьомому, «Перед падінням», дія яких відбувається раніше.